# Harskramla

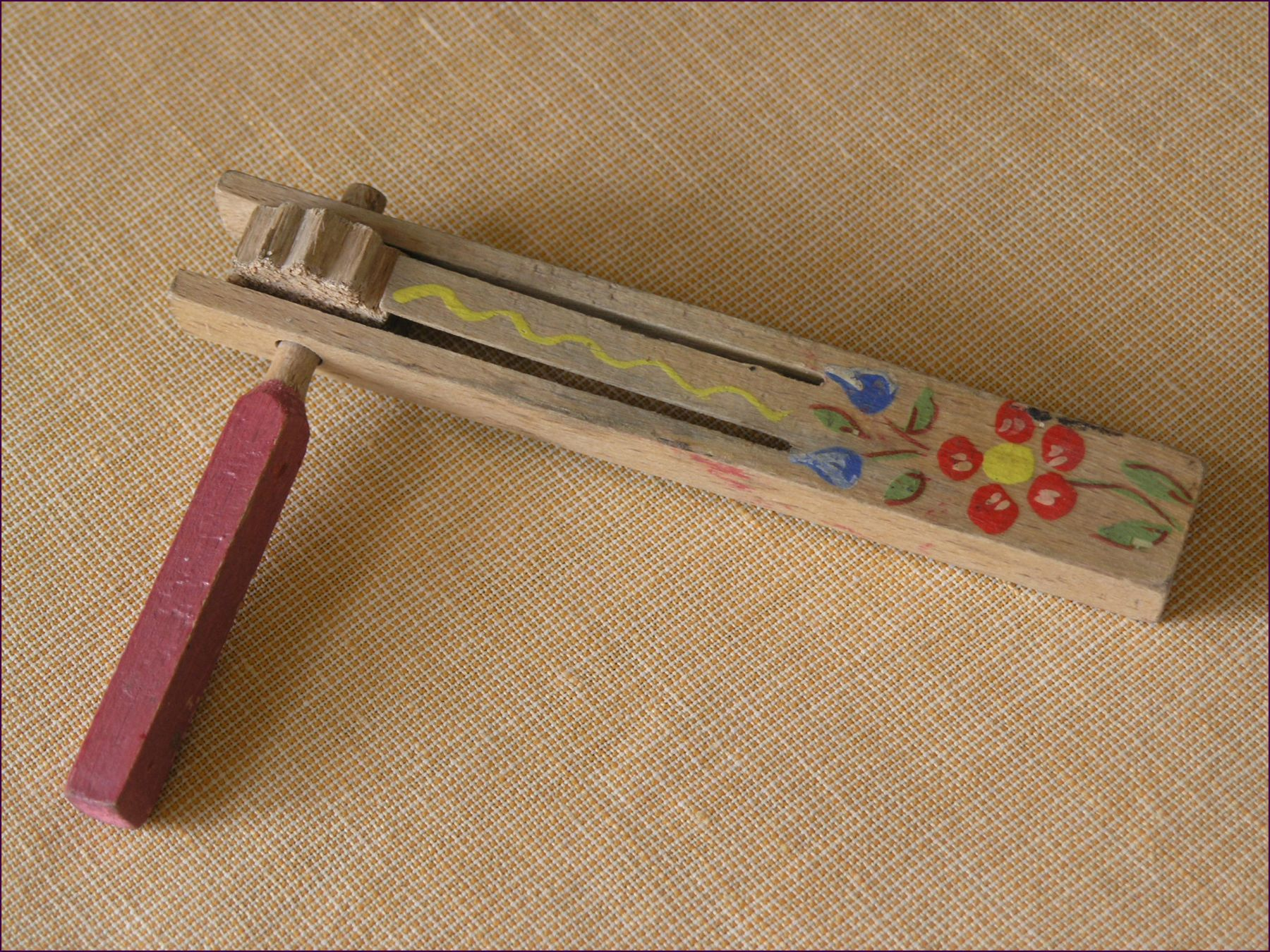
Harskramla

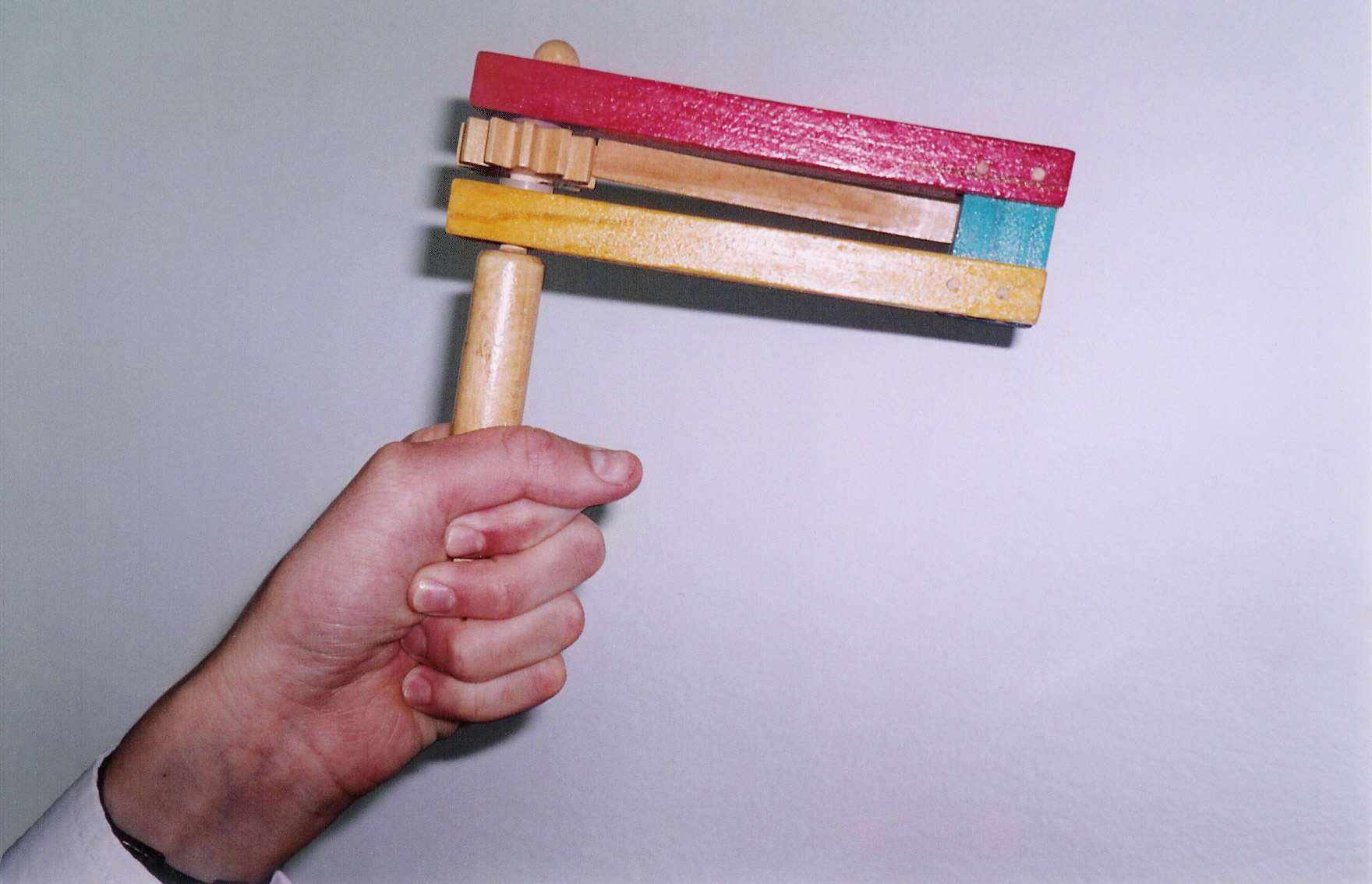
Purim-skallra en typ av harskramla

Harskramla är ett musikinstrument bestående av en träram med en elastisk träribba. Genom träramen löper en kugghjulsförsedd axel som är förlängd till ett handtag. Genom att bringa träramen i rotation uppstår ett skramlande ljud mellan kugghjulet och träribban. 
Namnet kommer av att harskramlan använts av drevkarlar för att åstadkomma oljud vid jakt på villebråd, till exempel harar, men den förekommer även som leksak och används av åskådare vid vissa idrottsevenemang. 
Inom musiken används ofta det italienska namnet raganella. Den används som instrument i orkestrar, både till populärmusik och till konstmusikaliska verk som Richard Strauss symfoniska dikt Till Eulenspiegels lustige Streiche, Carl Orffs Carmina Burana, med flera.
Ordet "harskramla" är belagt i svenska språket sedan 1780.